# Sabin de Canosa
Sabin de Canosa (Sabinus en latin) (461-9 février 566), vénéré comme un saint par l'Église catholique romaine, a été l'évêque de Canosa. Il est aussi connu sous le nom de Sabin de Bari.

## Biographie
Sabin vivait à la fin du Ve et au début du VIe siècle, immédiatement après la chute de l'Empire romain et fut envoyé comme légat du pape à Constantinople deux fois, en 525 et 536, respectivement, sous le pontificat de Jean Ier et Agapito, décédé lors de ce voyage.
En 531 (sous le pape Boniface II) il a participé au Synode romain.
Constructeur d'églises et de bâtiments, à la suite de la discipline bénédictine de ora et labora, après environ 52 ans d'épiscopat, Sabin est mort le 9 février 566.

## Articles liés
- Cathédrale de Bari
- Basilique Saint-Sabin de Canosa di Puglia (it)